# Moselle Open 2015
Il Moselle Open 2015 è stato un torneo di tennis giocato sul cemento indoor. È stata la 13ª edizione del torneo, che fa parte della categoria ATP World Tour 250 series nell'ambito dell'ATP World Tour 2015. Si è giocato all'Arènes de Metz di Metz in Francia, dal 21 al 27 settembre 2015.

## Partecipanti

### Teste di serie
| Nazionalità | Giocatore              | Ranking | Testa di serie* |
| ----------- | ---------------------- | ------- | --------------- |
| Svizzera    | Stan Wawrinka          | 4       | 1               |
| Francia     | Gilles Simon           | 10      | 2               |
| Francia     | Jo-Wilfried Tsonga     | 17      | 3               |
| Spagna      | Guillermo García López | 31      | 4               |
| Germania    | Philipp Kohlschreiber  | 34      | 5               |
| Slovacchia  | Martin Kližan          | 36      | 6               |
| Francia     | Adrian Mannarino       | 39      | 7               |
| Spagna      | Fernando Verdasco      | 43      | 8               |

* Le teste di serie sono basate sul ranking all'14 settembre 2015.

### Altri partecipanti
I seguenti giocatori hanno ricevuto una wildcard per il tabellone principale:
- Pierre-Hugues Herbert
- Philipp Kohlschreiber
- Fernando Verdasco

I seguenti giocatori sono passati dalle qualificazioni:

- Vincent Millot
- Édouard Roger-Vasselin
- Kenny de Schepper
- Miša Zverev

## Campioni

### Singolare
Jo-Wilfried Tsonga ha sconfitto in finale  Gilles Simon per 7–6(5), 1–6, 6–2.
- È il secondo titolo in carriera per Goffin e il secondo dell'anno.

### Doppio
Łukasz Kubot /  Édouard Roger-Vasselin hanno sconfitto in finale  Pierre-Hugues Herbert /  Nicolas Mahut per 2–6, 6–3, [10–7].